# European Express Tour
European Express Tour – europejska trasa koncertowa Eltona Johna z 1984 r., promująca wydany w 1983 roku album Too Low for Zero. Podczas tej trasy artysta po raz pierwszy zawitał do Polski, gdzie dał aż trzy koncerty. Również po raz pierwszy Elton dał koncerty w: Jugosławii, Austrii, we Włoszech i na Węgrzech.

## Program koncertów

### Koncert na Wembley (30 czerwca)
1. "Tiny Dancer"
2. "Hercules"
3. "Rocket Man"
4. "Daniel"
5. "Restless"
6. "Candle in the Wind"
7. "The Bitch Is Back"
8. "Don't Let the Sun Go Down on Me"
9. "Sad Songs (Say Much)"
10. "Bennie and the Jets"
11. "Sorry Seems To Be The Hardest Word"
12. "Philadelphia Freedom"
13. "Blue Eyes"
14. "I Guess That's Why They Call It Blues"
15. "Kiss the Bride"
16. "One More Arrow"
17. "Too Low For Zero"
18. "I'm Still Standing"
19. "Your Song"
20. "Saturday's Night Alright (For Fighting)"
21. "Goodbye Yellow Brick Road"
22. "Crocodile Rock"
23. "Whole Lotta Shakin' Goes On"
24. "I Saw Her Standing There"
25. "Twist and Shout"

### Pozostałe koncerty
1. "Tiny Dancer"
2. "Hercules"
3. "Rocket Man"
4. "Daniel"
5. "Restless"
6. "Candle in the Wind"
7. "The Bitch is Back"
8. "Don't Let The Sun Go Down on Me"
9. "Sad Songs (Say So Much)"
10. "Bennie and the Jets"
11. "Sorry Seems to be the Hardest Word"
12. "Philadelphia Freedom"
13. "Blue Eyes"
14. "I Guess That's Why They Call it the Blues"
15. "Kiss the Bride"
16. "One More Arrow"
17. "Too Low for Zero"
18. "I'm Still Standing"
19. "Your Song"
20. "Saturday's Night Alright For Fighting"
21. "Goodbye Yellow Brick Road"
22. "Crocodile Rock"

## Lista koncertów
- 17 kwietnia – Sarajewo, Jugosławia – Olimpijska Dvorana Zetra
- 18 kwietnia – Belgrad, Jugosławia – Halla Pioneer
- 19 kwietnia – Zagrzeb, Jugosławia – Dom Sportova
- 21 i 22 kwietnia – Budapeszt, Węgry – Budapest Sportscarnok
- 24 kwietnia – Praga, Czechosłowacja – Palace Kultury
- 25 kwietnia – Hawierzów, Czechosłowacja – Zimní stadion Havířov
- 26 kwietnia – Katowice, Polska – Spodek
- 27 kwietnia – Warszawa, Polska – Sala Kongresowa
- 28 kwietnia – Gdańsk, Polska – Hala Olivia
- 30 kwietnia – Sztokholm, Szwecja – Hovet
- 2 maja – Drammen, Norwegia – Drammenshallen
- 4 maja – Kopenhaga, Dania – Brøndby Hall
- 6 maja – Rotterdam, Holandia – Ahoy Rotterdam
- 7 i 8 maja – Bruksela, Belgia – Forest National
- 11 maja – Kolonia, Niemcy – Sporthalle
- 12 i 13 maja – Essen, Niemcy – Grugahalle
- 14 maja – Brema, Niemcy – Stadthalle
- 15 maja – Stuttgart, Niemcy – Schleyerhalle
- 17 maja – Hanower, Niemcy – Stadion Sporthalle
- 18 maja – Berlin, Niemcy – Waldbuhne
- 20 maja – Bad Segeberg, Niemcy – Frelchtheater
- 23 maja – Wiedeń, Austria – Stadthalle
- 25 maja – Genewa, Szwajcaria – Patinoire des Vernets
- 26 i 27 maja – Zurych, Szwajcaria – Hallenstadion
- 2 czerwca – Ludwigshafen, Niemcy – Sud West Stadium
- 7 czerwca – Madryt, Hiszpania – Palacio de Deportes
- 8 czerwca – Barcelona, Hiszpania – Sports Palace Barcelona
- 11 i 12 czerwca – Mediolan, Włochy – Teatro Tenda
- 15 czerwca – Belfast, Irlandia Północna – King’s Hall
- 16 czerwca – Dublin, Irlandia – RDS Arena
- 18 i 19 czerwca – Leeds, Anglia – Queen’s Hall
- 23 czerwca – Birmingham, Anglia – N.E.C.
- 26 czerwca – Edynburg, Szkocja – Edinburgh Playhouse
- 30 czerwca – Londyn, Anglia – Wembley Stadium